# 胡凯军
胡凯军（1962年9月—），中华人民共和国企业家，拥有研究生学历。胡凯军是深圳证券交易所上市公司华东医药、远大控股和香港交易所上市公司远大医药三家公司的实际控制人。
胡凯军1980年参加工作。1988年至1993年，他担任了中国华阳技术贸易总公司北京营业部及贸易二部总经理。1993年，他被任命为中国远大集团总经理。1994年起，胡凯军担任远大集团董事长兼总经理。中国远大集团原属国务院扶贫办。2001年至2007年，担任远大集团董事长兼总经理的胡凯军用他控制的公司分批收购了中国远大集团的国有股权，将其改造成一家私人企业。